# Jan Król (piłkarz)
Jan Król (ur. 14 grudnia 1933 w Chorzowie, zm. 14 kwietnia 1990 w Rzeszowie) – polski piłkarz grający na pozycjach pomocnika i obrońcy.
Był wychowankiem AKS Chorzów, jednak jego prawdziwa kariera rozpoczęła się po przejściu w 1955 do Stali Mielec, gdzie grał do 1965. Uczestniczył w awansie Stali do II ligi w 1955 a także do I ligi w 1960. W barwach Stali rozegrał 277 spotkań ligowych (36 w I lidze i 191 w II lidze), strzelając 9 bramek, oraz 5 meczów w Pucharze Polski. Wielokrotnie reprezentował także województwo rzeszowskie.
Po zakończeniu kariery ukończył kurs instruktorski i prowadził drużynę rezerw Stali a także drużyny juniorskie.
W 1991 jego imię nadano halowemu turniejowi piłkarskiemu juniorów organizowanemu przez Stal.